# 艾曼紐·麗娃
艾曼紐·麗娃（法語：Emmanuelle Riva，發音：[ɛmanɥɛl ʁiva]；1927年2月24日—2017年1月27日），原名波萊特·熱爾梅娜·麗娃（Paulette Germaine Riva），是一位著名法國女演員，最有名的電影作品包含《牧師萊昂·莫蘭》、《廣島之戀》及《愛·慕》。她在1960年因為《廣島之戀》而獲得英國電影和電視藝術學院最佳女主角獎提名，於2013年因為《愛·慕》獲得英國電影學院獎最佳女主角獎，並提名奧斯卡最佳女主角獎。她是有史以來最年長的奧斯卡最佳女主角獎入圍者。

## 生涯
艾曼紐·麗娃出生在法國孚日省舍尼梅尼勒一個工人階級家庭，父母為Jeanne與Alfredo Riva，父親是意大利畫家。因為她不想成為女裁縫師，且因對於戲劇產生濃厚的興趣，她加入了勒米尔蒙一個業餘的小團體。儘管她受到家人的反對，艾曼紐·麗娃相信自己的能力，進入法國國立高等藝術及戲劇技巧學院就讀。她在1953年抵達了巴黎，並獲得了學校獎學金，然後艾曼紐·麗娃成為讓·梅耶（Jean Meyer）的學生。
艾曼紐·麗娃獲得久負盛名的法國國立戲劇藝術學院入學資格，她與蕭伯納合作，演出生平第一個角色。
艾曼紐·麗娃在1959年與日本演員岡田英次主演亞倫·雷奈執導的《廣島之戀》，並因此成名，劇照在半世紀後由尼康沙龍展出。1962年，她因《寂寞心靈》（Thérèse Desqueyroux）地演出獲得威尼斯影展最佳女主角獎。
她在2012年與奧地利導演邁克爾·哈內克合作，與尚-路易·特罕狄釀主演老人家庭题材的剧情片《愛·慕》。艾曼紐·麗娃在片中演出退休後音樂教師，獲得歐洲電影獎、英國電影學院獎、凯撒獎、波士頓影評人協會、國家影評人協會、洛杉磯影評人協會和舊金山影評人協會最佳女主角獎，並入圍第85屆奧斯卡金像獎最佳女主角獎。
艾曼妞，麗娃也是一位詩人，已出版了三部詩集：（1969年）、（1975年）和（1982年）。

## 代表作品
- 《廣島之戀》
- 《牧師萊昂·莫蘭》
- 《寂寞心靈》
- 《愛·慕》

## 相關書籍
- Riva, Emmanuelle. . Paris: Éditions Saint-Germain-des-Prés. 1975 （法语）.
- Riva, Emmanuelle. . Paris: Éditions Saint-Germain-des-Prés. 1976. ISBN 2-243-00380-5 （法语）.
- Riva, Emmanuelle. . Paris: Nouvelles Éditions latines. 1982. ISBN 2-7233-0184-2 （法语）.
- Riva, Emmanuelle. . Tokyo: Inscript. 2008. ISBN 978-4-900997-22-6.
- Riva, Emmanuelle. . Paris: Gallimard. 2009. ISBN 978-2-07-012298-1 （法语）.

## 外部連結
- 艾曼紐·麗娃在互联网电影资料库（IMDb）上的資料（英文）